# Saint-Avit (Charente)
Saint-Avit is een gemeente in het Franse departement Charente (regio Nouvelle-Aquitaine) en telt 159 inwoners (2004). De plaats maakt deel uit van het arrondissement Angoulême.

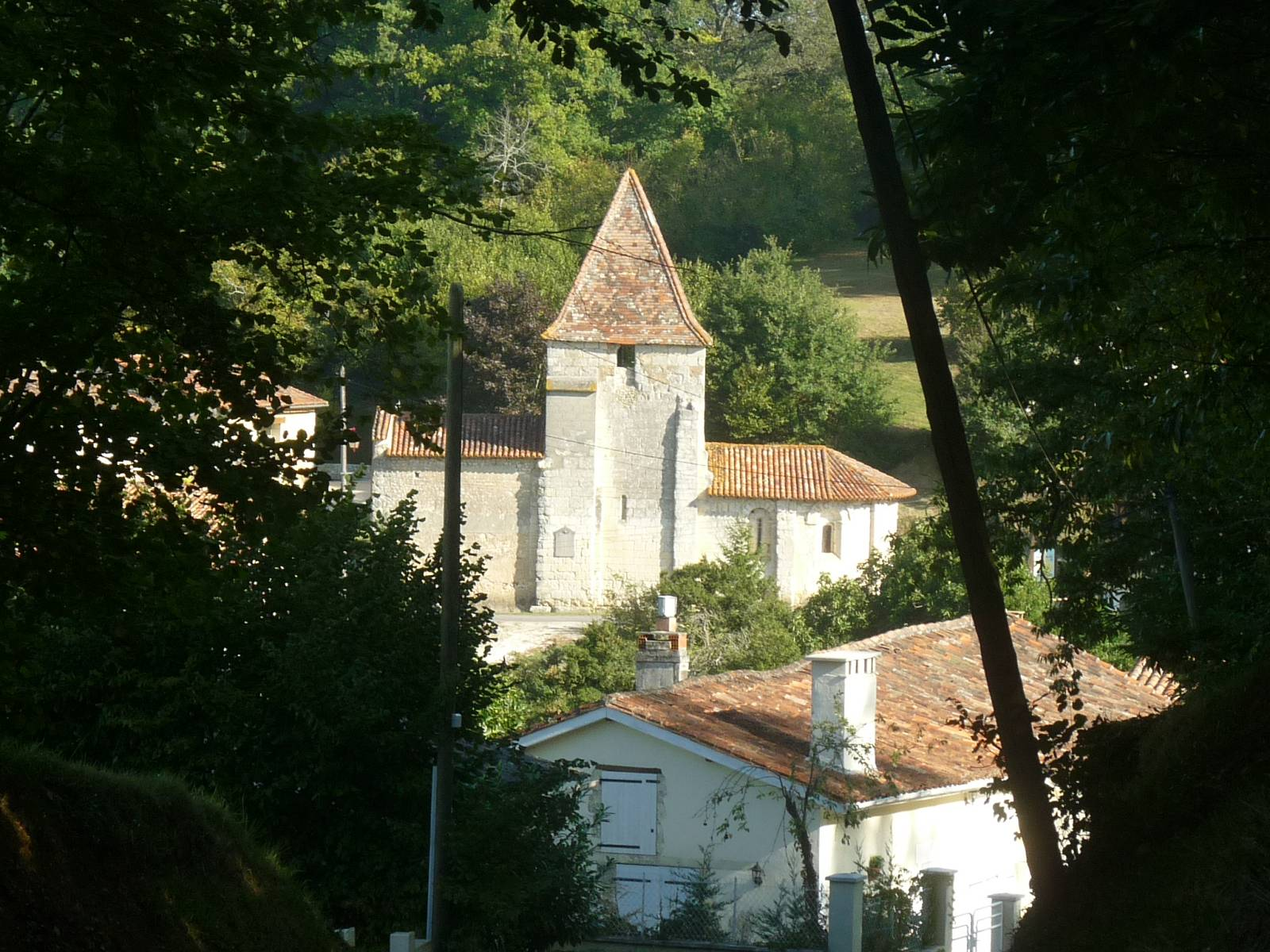
Saint-Avit
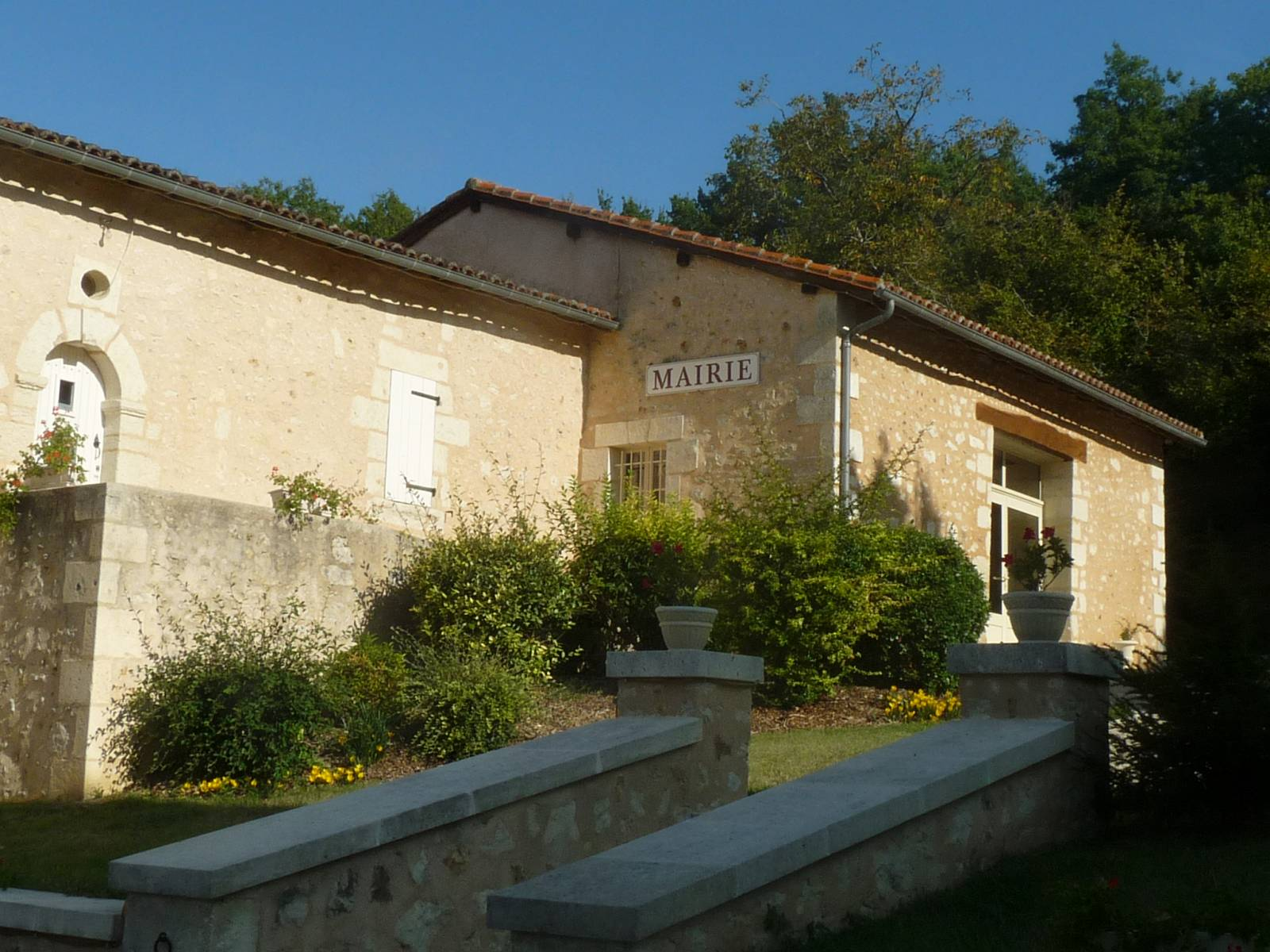
Gemeentehuis
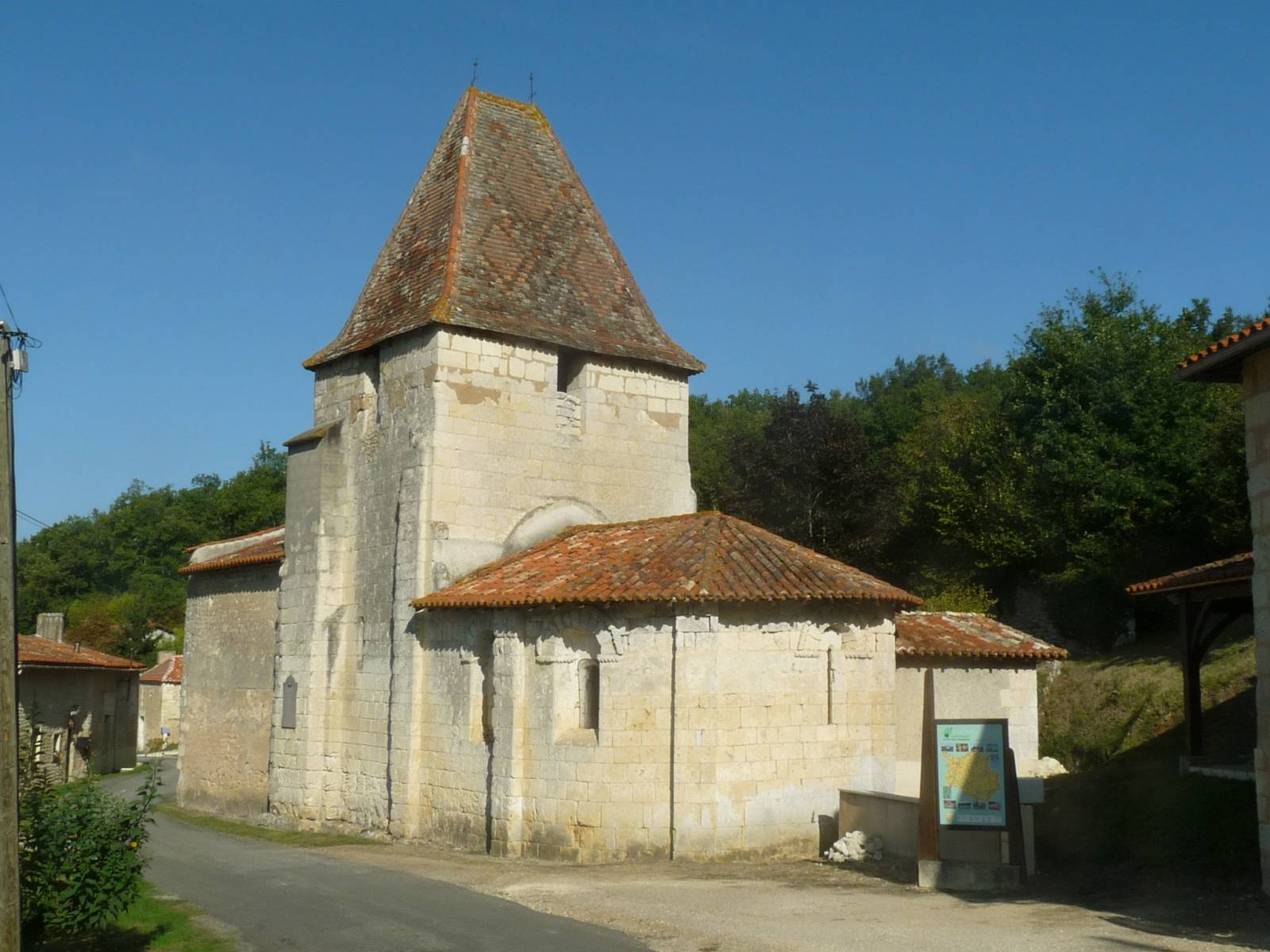
Kerk

## Geografie
De oppervlakte van Saint-Avit bedraagt 3,7 km², de bevolkingsdichtheid is 43,0 inwoners per km².
De onderstaande kaart toont de ligging van Saint-Avit (Charente) met de belangrijkste infrastructuur en aangrenzende gemeenten.
De bebouwde kom van Saint-Avit ligt 2 km noordelijk van de Dronne, die tevens de grens vormt met het departement Dordogne.
De spoorlijn Parijs-Bordeaux doorkruist de gemeente aan de westzijde. Het dichtstbijzijnde station is Chalais, bediend door TER-treinen naar Angoulême en Bordeaux.

## Demografie
Onderstaande figuur toont het verloop van het inwonertal (bron: INSEE-tellingen).